# Alma Taylor
Alma Taylor (Alma Louise Taylor; 3 de janeiro de 1895 – 23 de janeiro de 1974) foi uma atriz britânica, que atuou vários filmes mudos entre 1907 e 1958.
Taylor nasceu e faleceu em Londres, Inglaterra.

## Filmografia selecionada
- Oliver Twist (1912) como Nancy
- David Copperfield (1913)
- The Old Curiosity Shop (1914)
- The Baby on the Barge (1915)
- Trelawny of the Wells (1916)
- The Grand Babylon Hotel (1916)
- Annie Laurie (1916)
- The Forest on the Hill (1919)
- Broken in the Wars (1919)
- Alf's Button (1920)
- Helen of Four Gates (1920)
- The Narrow Valley (1921)
- Tansy (1921)
- Comin' Thro the Rye (1923)
- Mist in the Valley (1923)
- The Shadow of Egypt (1924)[4]
- The House of Marney (1926)
- Two Little Drummer Boys (1928)
- A South Sea Bubble (1928)
- The Hound of the Baskervilles  (1929)
- Everybody Dance (1936)
- A Night to Remember (1958)